# Inspectorul Gadget
Inspectorul Gadget este un serial de animație cocreat de Andy Heyward, Jean Chalopin și Bruno Bianchi, și a fost inițial sindicat de DIC Audiovisuel și Lexington Broadcast Services Company. Serialul se învârte în jurul aventurilor unui neîndemânatic, nepriceput ofițer de poliție din Metro City numit Inspectorul Gadget―un cyborg cu diverse gadgeturi bionice construite în el―care este trimis în diverse misiuni să împiedice planurile dușmanului său Dr. Gheară, liderul unei organizații malefice numite "M.A.D.", în timp ce este asistat fără să știe de nepoata lui Penny și câinele lor Creier.
Serialul prezintă vocea lui Don Adams ca personajul titular, și a avut premiera prima oară pe 4 decembrie 1982, ca un pilot exclusiv. Este primul serial sindicat de DIC, care a creat serialul specific pentru a intra pe piața nord-americană, și este primul serial de animație prezentat în sunet stereo. Serialul a fost difuzat inițial din 1983 până în 1985, difuzând 86 de episoade în două sezoane, și a rămas în sindicare până în sfârșitul anilor 1990. Serialul s-a dovedit a fi un succes pentru DIC, nu numai lansând lansând franciza Inspector Gadget, inclusiv producții adiționale de animație precum un serial de continuare din 2015, și două filme live action, dar de asemenea a încurajat compania să producă mai multe seriale precum Heathcliff. În ianuarie 2009, IGN a numit Inspectorul Gadget pe locul 54 în Topul 100 al celor mai bune seriale de animație.
Din 2012, drepturile la Inspector Gadget au fost deținute de WildBrain (fostul DHX Media) prin achiziția sa a Cookie Jar Entertainment. Cookie Jar a cumpărat DiC și librăria sa de seriale în 2008 și a fost la rândul său cumpărat de DHX în 2012.

## Premisă
Inspectorul Gadget, personajul titular al serialului, este un inspector de poliție cyborg faimos la nivel mondial care lucrează pentru o organizație de poliție secretă care combate crima în jurul globului, cu fiecare din misiunile sale concentrate pe împiedicarea schemelor criminale ale M.A.D. (care înseamnă "Mean And Dirty")―o organizație criminală condusă de nefariosul Dr. Gheară, și condusă de agenții săi. Misiunile pe care le ia iau loc de obicei într-un local străin sau în orașul fictiv Metro City. În ciuda faptului că Inspectorul Gadget este echipat cu numeroase gadgeturi ca să îl ajute, inclusiv un vehicul personal care se poate transforma dintr-un minivan de familie minivan într-o mașină de poliție compactă, el este în cele din urmă incompetent și necunoscător în fiecare misiune―propunând teorii ridicole în spatele unei crime sau confundând agenții M.A.D. cu localnici prietenoșo. El folosește deseori un gadget pe care nu l-a chemat, și este uneori predispus la a cauza probleme din neatenție pentru cei din jurul său―un exemplu din aceasta este o glumă care rulează, inspirată din mesajul de "auto-distrugere", în care Inspectorului Gadget îi sunt date mesaje de informare de la șeful său Șef Quimby, care i le dă în principal în deghizare, doar ca să i le fie aduse neintenționat înapoi la el înainte să se detoneze.
În realitate, investigațiile sunt conduse de nepoata Inspectorului Gadget Penny, care are o minte înzestrată de detectiv în ciuda vârstei ei fragede și operează în secret în spatele cortinei să împiedice planul lui M.A.D. și să se asigure că unchiul ei este departe de pericol, în timpe ce Dr. Gheară își instruiește frecvent agenții săi să scape de Inspectorul Gadget înainte să îi oprească, în negare de ea ca fiind inamicul adevărat. Chiar dacă Inspectorul Gadget este incompetent, el întotdeauna scapă de pericol datorită norocului, fie de la un gadget nimerit greșit, ori de la asistența secretă a câinelui familiei Creier, care de obicei îl umbrește deghizat; în majoritatea ocaziilor, deghizarea sa îl face deseori pe Inspectorul Gadget să îl urmărească pe credința greșită că este un agent M.A.D.. În timp ce Penny rămâne în contact cu Creier în timpul investigației sale, ea este deseori aflată în pericol și scapă fie rechemând pe Creier pentru ajutor, fie folosindu-și propria tehnologie. În ciuda implicării perechii, amândoi se asigură că Inspectorul Gadget este văzut că și-a completat misiunea în opinia lui Quimby; însă în majoritatea cazurilor, este fie activitățile de ale lui Penny și Brain sau doar noroc prin care Inspectorul Gadget chiar completează o misiune. Dr. Gheară întotdeauna promite răzbunare pe Inspectorul Gadget pentru împiedicarea schemelor sale, și părăsește scena de cele mai multe ori fiind la fața locului pentru a-și supraveghea planurile.
La fel ca multe seriale de animație din anii 1980, Inspectorul Gadget se termina întotdeauna fiecare episod cu un mesaj de interes public cu sfătuirea modului de a gestiona o situație, precum pericolul de întâlnire a străinilor.

## Personaje
- Inspectorul Gadget
- Penny
- Creier
- Șef Quimby
- Doctor Gheară
- Pisica M.A.D.
- Caporal Capeman

## Legături externe
- Inspector Gadget la DHX Media
- Inspector Gadget la Internet Movie Database
- Inspector Gadget la epguides.com
- Inspector Gadget la Don Markstein's Toonopedia. Arhivat din original în 17 septembrie 2016.